# 御中レコード
御中レコード（おんちゅうレコード）[ 英語表記：WANTYOU! records ] は、日本のインディーズレコードレーベル。主に現代音楽、ダンス・ミュージック、エレクトロニカのジャンルに類される。

## 概要
2015年に発足した現代音楽・ダンス・ミュージック限定専門レーベル。

## アーティスト一覧
- 松井寛
- 書上奈朋子
- 安田チャリけん
- TRANSPARENTZ
- JHoneyBear
- Sober[1]
- Geisterbahnhofe /D49[2]
- DJ SHINKAWA & TAROT
- Ateliemo（アトレモ）
- MODEWARP
- ORIAI

## フィジカル

### アナログ盤
- DJ SHINKAWA & TAROT - 「RIDE ON / RES Q ME (2017 Album Ver.)」 （2017年8月14日） [WYR-12V0001]

### CD
- Ateliemo - 「Aya」  （2018年4月29日）
- D49 - 「D49 1st Album」  （2018年4月29日）
- DJ SHINKAWA & TAROT - In My House （2018年10月28日）
- 松井寛 - Masterflare vol-1 （2018年10月28日）
- HOLLY - D.I.M.E.N.S.I.O.N. （2018年10月28日）
- MODEWARP - Underdigic （2018年10月28日）
- ORIAI - In the Deep of the Night （2018年10月28日）

## 配信

### シングル
- 松井寛 feat. 書上奈朋子「MAS30」（2015年5月1日）
- JHoneyBear「Dig It Yourself」（2015年5月7日）
- 書上奈朋子「Choral」（2015年5月20日）
- 松井寛 feat. JHoneyBear「Morden Solfege」（2015年6月2日）
- 松井寛「曾根崎心中」（2015年6月11日）
- 安田チャリけん「f-」（2015年6月25日）
- TRANSPARENTZ「20140719 royal mirrorball remix」（2015年6月27日）[3]
- JHoenyBear feat. 書上奈朋子「DAWN」（2015年8月30日）
- JHoneyBear feat. 書上奈朋子「DAWN (元麻布UNDERGROUND mix)」（2015年9月25日）
- 松井寛 feat.書上奈朋子「MAS31」（2015年10月7日）
- 松井寛「Disrailrhythmik」（2015年11月14日）
- Sober「FEEL」（2015年12月28日）
- Geisterbahnhofe 「Reinickendorfer S」（2016年1月22日）[4]
- Sober「Screwy」（2016年2月20日）[5]
- Sober「Paradise」（2016年6月26日）

### アルバム
- 松井寛「Royal Mirrorball Classic 92〜03」（2015年12月1日）
- JHoneyBear 「Deep in the Forest」（2015年12月8日）